# Мойсей (Кулик)
Мойсей (Кулик Олег Іванович) (нар. 3 травня 1962) — український релігійний діяч, який заснував незалежну конфесію під назвою Українська автокефальна православна церква канонічна.

## Ранні роки
Народився в Україні, у місті Меджибожі Хмельницької області.
Після закінчення школи в 1978-1982 рр. успішно навчався у Хмельницькому
музичному училищі та отримав диплом викладача музики по класу флейти, артиста
і керівника духового та симфонічного оркестрів. Чотири роки виконував партію
флейти у симфонічному та духовому оркестрах.

Військову службу відбув у 1982-1984 рр. в військовому оркестрі Хмельницького Вищого
Командного Артилерійського училища.
У 1984-1988 рр. навчався у Хмельницькому технологічному інституті побутового
обслуговування на інженерно-економічному факультеті, який закінчив за
спеціальністю бухгалтерський облік і аналіз господарської діяльності.

Водночас з навчанням працював у цьому ж інституті на посаді художнього
керівника та режисера 12-ти творчих колективів, які стати переможцями і
дипломантами обласних, республіканських та всесоюзних конкурсів. Як найкращі
колективи України, вони були запрошені на гастролі до Болгарії, Мальти,
Італії, Греції, Туреччини та Росії.
З 1988 року працював в музичній дитячій школі N1 на посаді викладача по
класу
флейти, де створив дитячий ансамбль народного фольклору, який з великим
успіхом брав участь у міських та міжобласних концертних програмах та
фестивалях.
З 1988 року, водночас з працею в дитячій музичній школі, успішно навчався
при Хмельницькій Православній Єпархії, де пізніше склав іспити на
священнослужителя.

## Служіння на церковній ниві
Духовне служіння розпочалося у 1989 році — працював регентом Архієрейського
професійного хору собору Різдва Пресвятої Богородиці у м. Хмельницькому,

а також проводив успішну місійну працю концертною програмою православного
співу в Хмельницькій та Вінницькій областях.
У 1989 р. був рукоположений у сан диякона при кафедральному соборі Різдва
Пресвятої Богородиці в м. Хмельницькому.

### Диякон
У 1990 році, будучи в сані диякона, отримав відпускні документи і перейшов
до лона, тоді ще тільки на початках відродження, Української Автокефальної
Православної Церкви.
У травні 1990 р. Першоієрархом УАПЦ Митрополитом Іоаном Бондарчуком
призначається митрополичим адміністратором на Хмельницьку, Вінницьку та
Житомирську області.

### Священик
У квітні 1990 року в м. Хмельницькому, здійснюючи протягом семи місяців Богослужіння просто неба, виборов від радянської цивільної і військової влади для УАПЦ храм Апостола Андрія Первозванного, який був відданий Радянською владою у використання льотної військовій частині.
З благословення Святішого Патріарха Мстислава 25 листопада 1990 року у Храмі святого Архистратига Михаїла був посвячений у сан священика.

З травня 1990 р. по жовтень 1992 р. з місією відродження Української Церкви
відвідав близько 200 сіл і міст Хмельницької, Вінницької та Житомирської
областей, де організував і домігся реєстрації близько 195 громад УАПЦ.

У 1990 році відкрив школу священників, у якій підготував до висвяти 19
священників.
Протягом 1990-1992 рр. відкривав і відбудовував старі церкви, засновував
нові
громади УАПЦ.
Така подвижницька діяльність викликала супротив противників відродження
УАПЦ — дванадцять задокументованих у міліції нападів на о. Олега
та його
родину, серед яких спроби вбивства з тяжкими наслідками та підпал
помешкання.
У серпні 1992 року митрополит Іоанн Бондарчук направляє протоієрея Олега
Кулика на місійне служіння до США в українських парафіях УАПЦ під омофором
патріарха Мстислава.
У США відкривав класи релігії для дітей і дорослих, навчав розумінню Божої
Істини, пробуджував в серцях вірних щиру любов до Господа. Брав активну
участь в житті української діаспори, радував вірних віруючі співом і грою на флейті в церковних концертах, присвячених дням творчості Тараса Шевченка і Лесі Українки та дню матері і батька.
У 1997 році, після смерті у 1993 році Патріарха Мстислава і після переходу у 1995 році УАПЦ в США під омофор Вселенського Патріарха Варфоломія, отримавши канонічну відпускну грамоту, заснував у м. Детройті нову громаду для новоприбулих емігрантів з країн колишнього Радянського Союзу, щоб допомагати їм знайти свій шлях до Бога і адаптуватися в новому житті. Про цей статус Олега Кулика, станом на 1998 рік, згадував журналіст Віталій Карпенко (стаття: Візит Святійшого Патріарха Філарета до США // Газета "Єдина церква", 1998, №12):
"Того ж таки дня, ввечері, святійший владика на запрошення протоієрея Олега Кулика, відвідав храм Святого Духа (Детройт). Ця парафія складається з новоприбулих емігрантів, і протоієрей Олег Кулик займається місіонерською працею. При зустрічі із святійшим Патріархом його парафія виявила бажання бути у складі Київського Патріархату".
Одночасно навчався, як госпітальний капелан-священник,

і працював з тяжкохворими у шпиталі, доглядав паралізованих людей, перебудовував молитовний дім під православну церкву, виконуючи власноруч майже усі будівельні роботи.
У 1999-2002 рр. навчався на заочному відділенні Київської Духовної Академії.

У 2000 році повернувся до України і заснував у м. Ужгороді громаду, а також зареєстрував ще 12 в Закарпатській області.
Проповідував у школах, дитсадках, різних організаціях, навчаючи людей
розумінню Божої науки в простих формах і з практичним застосуванням для
життя.

### Митрополит
У 2002 році відвідав США, де отримав пропозицію від Святого Синоду УАПЦ Соборноправної Північної і Південної Америки бути висвяченим в сан єпископа і направленим в Україну від УАПЦ-Соборноправної.
Ця пропозиція була заснована на тому, що о. Олег в 1990 році сприяв відродженню УАПЦ в Україні після радянського періоду і працював в тісній співпраці з покійними Патріархом Мстиславом і Митрополитом Іоаном (Бондарчуком), а також має досвід створення і розвитку церковної структури.

У жовтні 2002 року в США відбувся Собор архієреїв УАПЦ Соборноправної Північної і Південної Америки, на якому було прийнято рішення висвятити священнослужителя Кулика О. І. в сан єпископа і направити в чині Митрополита Києва і всієї Русі-України до України для встановлення Архієпархії Києва і всієї Русі-України.
10 жовтня 2002 року у Кафедральному Соборі Святих мучеників Бориса і Гліба в м. Клівленді, США відбулася хіротонія єпископа Мойсея (Кулика) і зведення його в чин Митрополита Київського і всієї Русі-України.

Митрополит Мойсей направлявся до України «для відновлення Київської Митрополії і відродження УАПЦ-Соборноправної в Україні з правом повного адміністративного управління і духовної опіки».

1 листопада 2002 року відбулася прес-конференція Митрополита Стефана (Бабія-Петровича), першоієрарха УАПЦ Соборноправної Північної і Південної Америки, присвячена історичному Собору архієреїв УАПЦ-Соборноправної і його рішенню про повернення на територію України Церкви з Діаспори.
У жовтні 2002 року повернувся в Україну для архіпастирського служіння, щоб відродити канонічну гілку єпископської висвяти від Св. Апостола Петра і відродити канонічну гілку Української Автокефальної Православної Церкви від Польської Православної Церкви, яка ще в 1924 році отримала Томос про автокефалію, наданий Вселенським Патріархом Григорієм VII, на основі історичної приналежності до Київської Митрополії.

Починаючи з 2002 року і досі владика Мойсей виконує покладену на нього рішенням архієреїв Діаспори місію по відродженню канонічної гілки УАПЦ-Соборноправної в Україні.
Проте у 2004 році в УАПЦ-Соборноправної в США відбуваються події, які корінним чином змінюють статус Митрополита Мойсея в Україні. Митрополит УАПЦ-Соборноправної Стефан у зв'язку з хворобою відходить від управління Церквою.

Главою Церкви стає Митрополит Михаїл. У 2004 році він отримує пропозицію щодо об'єднання від Митрополита Мефодія (Кудрякова), глави УАПЦ в Києві. Митрополит Михаїл відповідає згодою,

спішно виключивши Митрополита Мойсея зі складу архієреїв УАПЦ-Соборноправної.

В результаті об'єднання УАПЦ-Соборноправна в США перейшла під омофор Митрополита УАПЦ в Україні Мефодія (Кудрякова),

а УАПЦ-Соборноправна в Україні на чолі з Митрополитом Мойсеєм здобула статус самостійної юрисдикції, яка сьогодні має назву УАПЦ-Канонічна.
Митрополит Мойсей веде активну роботу по об'єднанню розкиданих через історичні причини осколків УПЦ по всьому світу.

Активно займається просвітницькою і місіонерською діяльністю — проповідує лекційний курс «Тайни щасливого життя з Богом» [Архівовано 27 квітня 2014 у Wayback Machine.], який прослухали тисячі людей. Завдяки цим лекціям безліч атеїстів в посттоталітарній Україні приймають православ'я. А знання, отриманим на цих лекціях, формується істинно християнський — рятівний світогляд і майже кожен із слухачів лекцій свідчить про позитивні зміни в його житті і житті його сім'ї.

Заснував школу священників, двері якої відкриті для всіх, хто щиро прагне пізнати Господа.

### Патріарх
17-18 червня 2005 року в день Святої Трійці рішенням Св. Синоду та рішенням Всесвітнього Архієрейського Собору УАПЦ-Канонічної, митрополит Мойсей був обраний та інтронізований в чин Патріарха Київського і всієї Руси-України.

Інтронізація відбулась в православній святині українського народу у головному Храмі України — в соборі Святої Софії міста Києва.

## Скандали
У 2009 р. Кулик був звинувачений у секс-скандалі. Спочатку вийшов спрямований проти Мойсея відеосюжет на телеканалі Ай-Сі-Ті-Ві 25 жовтня 2009 року.
Далі в міліцію звернулися колишні прихожанки і звинуватили «патріарха Мойсея» в сексуальному домаганні [Архівовано 4 березня 2016 у Wayback Machine.].
Цьому передувала проведена в інформагентстві УНІАН прес-конференція під назвою “Перевертні в рясі або хто зупинить релігійну розпусту в Україні?”, яка проходила 29 жовтня 2009 року. В ній узяли участь батько постраждалої Юрій Василенко, колишня прихожанка Неля Кошель, мати священика Ганна Стефанишина, голова правління ВГО «Союз захисту сім'ї і особи» Володимир Пєтухов, постраждала Олена Нестеренко та мати неповнолітньої постраждалої Людмила Гулевата. На цій прес-конференції було оголошено, що до ВГО «Союз захисту сім'ї і особи» протягом жовтня надійшло понад 20 заяв від постраждалих внаслідок діяльності офіційно ніде не зареєстрованої Української автокефальної православної церкви - канонічна (керівник, патріарх Київський і всієї Русі-України Мойсей (Олег Іванович Кулик)). Основні скарги від потерпілих та членів їхніх сімей стосуються використання під час богослужінь психологічних методів впливу, сексуальних домагань і примушення до сексу жінок-парафіянок церкви, шахрайство тощо. Багато сімей були розділені на тих, хто покинув громаду, і тих, хто залишився в ній. За фактами подій, що були оприлюднені учасниками прес-конференції, в Голосіївському РУ ГУ МВС України в Києві порушена кримінальна справа (ст. 181 КК України "Посягання на здоров'я людей під приводом проповідування релігійних віровчень чи виконання релігійних обрядів").
Патріарх уже на наступний день після проведення прес-конференції, 30 жовтня 2009 року виїхав з України. Мотивував це тим, що боїться фізичної розправи.
Після цього був оголошений Голосіївським райвідділом Національної поліції у м. Києві у розшук за статтями ч.1 ст.152, ч.1 ст.181 КК України  [Архівовано 29 серпня 2017 у Wayback Machine.]
У Мойсея і його служителів була висунута версія про те, що працівники міліції намагалися підкинути Мойсею наркотики на виконання того замовлення, яке дав їм один з колишніх парафіян цієї конфесії - директор ДП „Тхорівський спиртзавод” у селі Тхорівка Сквирського району Гулеватий Анатолій Іванович. Свого часу, в 2005 році саме Гулеватий посприяв тому, що парафія УПЦ-КП в селі Тхорівка перейшла в юрисдикцію заснованої Мойсеєм УАПЦ-канонічної. Однак пізніше через кілька років Гулеватий знову повернувся до УПЦ-КП.
Головний храм УАПЦ-канонічної, побудований у приватному домоволодінні Олега Кулика - це кафедральний собор Преображення Господнього, який належав до Київської єпархії УАПЦ-канонічної, та знаходиться на Осокорках в Києві, по вулиці Садова, 136, на території садівничого товариства - дачного масиву "Придніпровський-2". Цей храм з 2011 року намагалися знести за рішеннями судів. Однак прихильникам Мойсея вдалося добитися відміни цього судового рішення.
Довіреними особами Олега Кулика в судах з 2011 року виступали священнослужителі Манжос Сергій Юрійович, Дроботун Віталій Михайлович, та Овдієнко Василій Федорович.
Тимчасовим орендатором приміщення була тодішня дружина Олега Кулика - Томинець Світлана Василівна, 1978 року народження, уродженка м. Ужгород Закарпатської області, яка не пізніше 2017 року розірвала свій шлюб з Олегом Куликом. А вже у лютому 2017 року Світлана Томинець подала позов про встановлення факту проживання однією сімєю до Голосіївського районного суду м. Києва.
Про розлучення Олега Кулика та Світлани Томинець свідчить розпочата у жовтні 2017 року цивільна справа Голосіївського районного суду м. Києва про стягнення аліментів з Олега Кулика на користь Світлани, на утримання малолітньої доньки. По цій же справі ухвалено виконавче провадження №60387728 від 26 жовтня 2019 року. У свою чергу, Кулик у жовтні 2018 року подав проти Світлани в Голосіївський районний суд м. Києва зустрічний позов, про усунення перешкод у спілкуванні з дитиною та вихованні, визначення способу участі у вихованні та спілкуванні з дитиною.
Відомо також про те, що з судовим позовом проти Мойсея Кулика виступила колишня співзасновниця його релігійної громади "Всесвітня УПЦ" у США Стафієвська Ольга Сергіївна - громадянка України. Між ними вівся у 2017-2018 роках судовий процес, у ході якого Стафієвська добивалася стягнення з Кулика, за договором позики на предмет іпотеки, боргу у розмірі 526 000 грн., та просила винести рішення про визнання права власності на земельну ділянку загальною площею 0,0597 га з недобудованою спорудою на ній. Однак рішенням Голосіївського районного суду м. Києва від 19 березня 2018 року у задоволенні позовних вимог відмовлено.
За деякими даними, приблизно з травня 2022 року Мойсей перебуває в Україні, від активної релігійної діяльності та будь-яких публічних заходів відійшов, а звинувачення та підозри у секс-скандалах з нього було знято.

## Повчання
- Повчання Мойсея. Закон життя [Архівовано 27 квітня 2014 у Wayback Machine.]
- Повчання Мойсея. Як жити, щоб не грішити [Архівовано 19 травня 2022 у Wayback Machine.]
- Повчання Мойсея. Духовне дерево родоводу
- Повчання Мойсея. Як бути щасливим за будь-яких життєвих обставин [Архівовано 13 жовтня 2016 у Wayback Machine.]